# 1003
| 1003               |
| ------------------ |
| Dødsfald - Fødsler |
|                    |

| Gregoriansk kalender | 1003 MIII               |
| Ab urbe condita      | 1756                    |
| Armensk kalender     | 452 ԹՎ ՆԾԲ              |
| Kinesiske kalender   | 3699 – 3700 壬寅 – 癸卯 |
| Etiopisk kalender    | 995 – 996               |
| Jødisk kalender      | 4763 – 4764             |
| Hindukalendere       |                         |
| - Vikram Samvat      | 1058 – 1059             |
| - Shaka Samvat       | 925 – 926               |
| - Kali Yuga          | 4104 – 4105             |
| Iransk kalender      | 381 – 382               |
| Islamisk kalender    | 393 – 394               |

Konge i Danmark: Svend Tveskæg 986/87-1014
Se også 1003 (tal)

## Dødsfald
- Erik den Røde døde i vinteren 1003-1004